# Due biglietti della lotteria
Due biglietti della lotteria (Două lozur) è un film commedia del 2016 diretto da Paul Negoescu e liberamente ispirato all'omonimo racconto dello scrittore Ion Luca Caragiale.

## Trama
Dinel è un meccanico afflitto da problemi lavorativi e coniugali, visto che sua moglie lo ha da poco lasciato; Sile è un carpentiere con il vizio del gioco, mentre Pompiliu è un impiegato pubblico ossessionato dalle teorie del complotto. I tre decidono di provare la fortuna investendo assieme in un biglietto della lotteria. Il biglietto si rivela vincente, ma Dinel lo perde quando viene rapinato da due energumeni davanti al suo appartamento. I tre decidono allora di mettersi in viaggio in automobile per recuperarlo.